# Игуасу (национальный парк, Бразилия)
Игуасу (порт. Parque Nacional do Iguaçu) — национальный парк Бразилии и объект всемирного наследия ЮНЕСКО, расположен на территории штата Парана. Он получил известность в связи с водопадом (часть которого находится на территории Аргентины в провинции Мисьонес) и живописной дикой природой (особенно большое разнообразие птиц), которая включает редкие и вымирающие виды. Это уникальнейшее место в мире, так как на одном клочке земли сосредоточилось 5 пород леса.
ЮНЕСКО включил национальный парк Игуасу в список всемирного наследия.